# Marijo Dodik
Marijo Dodik (Sarajevo, 18. veljače 1974.) je bosanskohercegovački bivši nogometaš.
U 1. HNL postigao je 84 gola te je na devetom mjestu liste najboljih strijelaca u povijesti.